# 索托马约尔
索托马约尔（西班牙語：Sotomayor）是西班牙加利西亚自治区蓬特韦德拉省的一个市镇。 总面积25平方公里，总人口5405人（2001年），人口密度216人/平方公里。